# Karwia
Karwia (kašubsky Karwiô, německy Karwen) je polské sídlo, ležící na pobřeží Baltského moře.

## Administrativa
Administrativně je Karwia část polského města Władysławowa. Jedná se o územní jednotku zvanou farnost (polsky sołectwo). Podle místních úřadů zde trvale žije asi 930 obyvatel.
Spolu s Władysławowem náleží Karwia do Pomořského vojvodství.

## Význam
Karwia bývala v minulosti kašubskou rybářskou vesnicí. Díky své poloze při Baltském moři je dnes součástí turistické oblasti.

## Dopravní obslužnost
Karwií prochází silnice číslo 215, která tu směrem od jihu dosahuje pobřeží Baltského moře a obrací se směrem na východ.
V blízkosti Karwie ústí do moře vodní kanál Karwinka.

## Fotogalerie

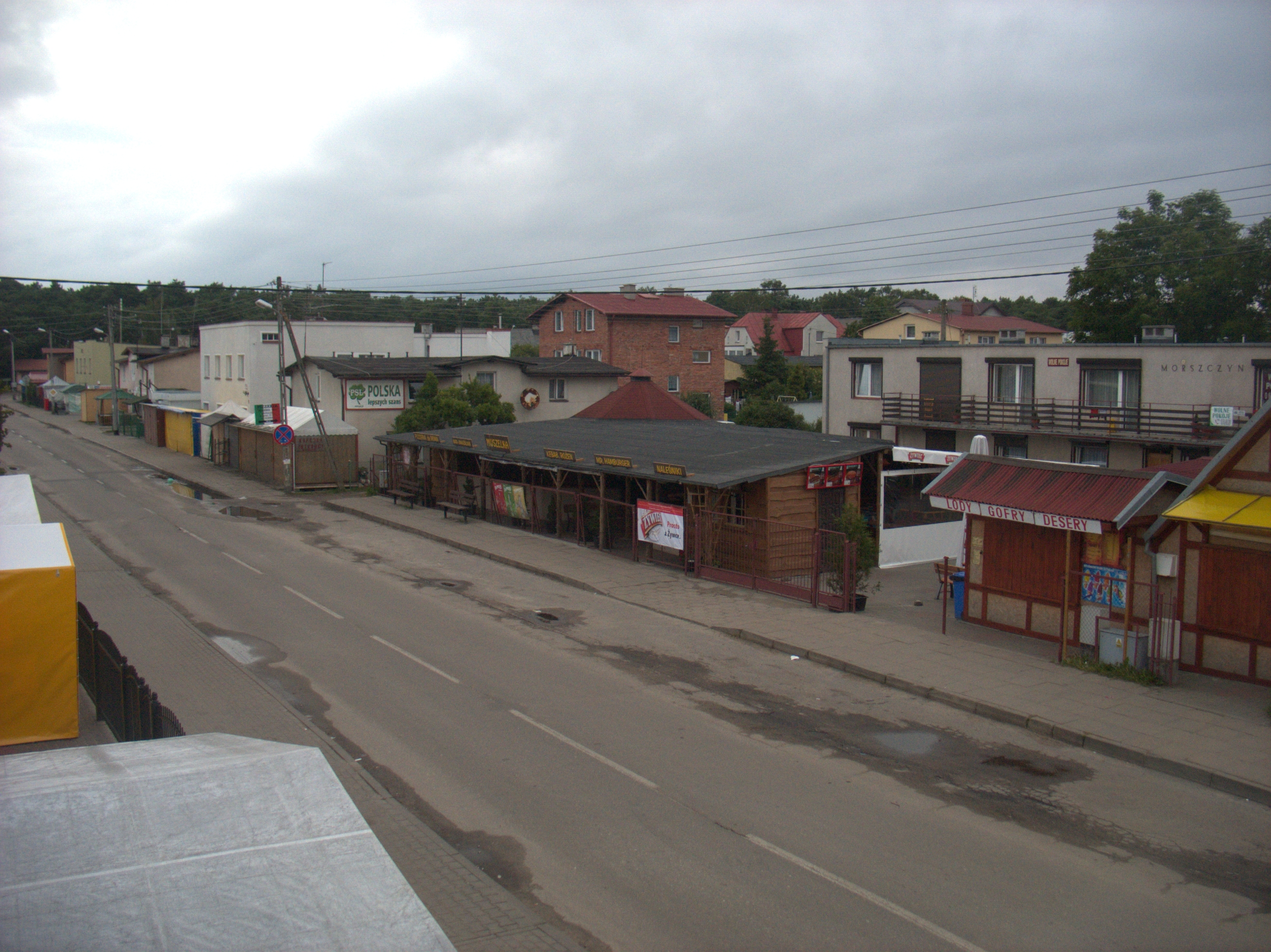
Pohled podél silnice DW 215 severním směrem
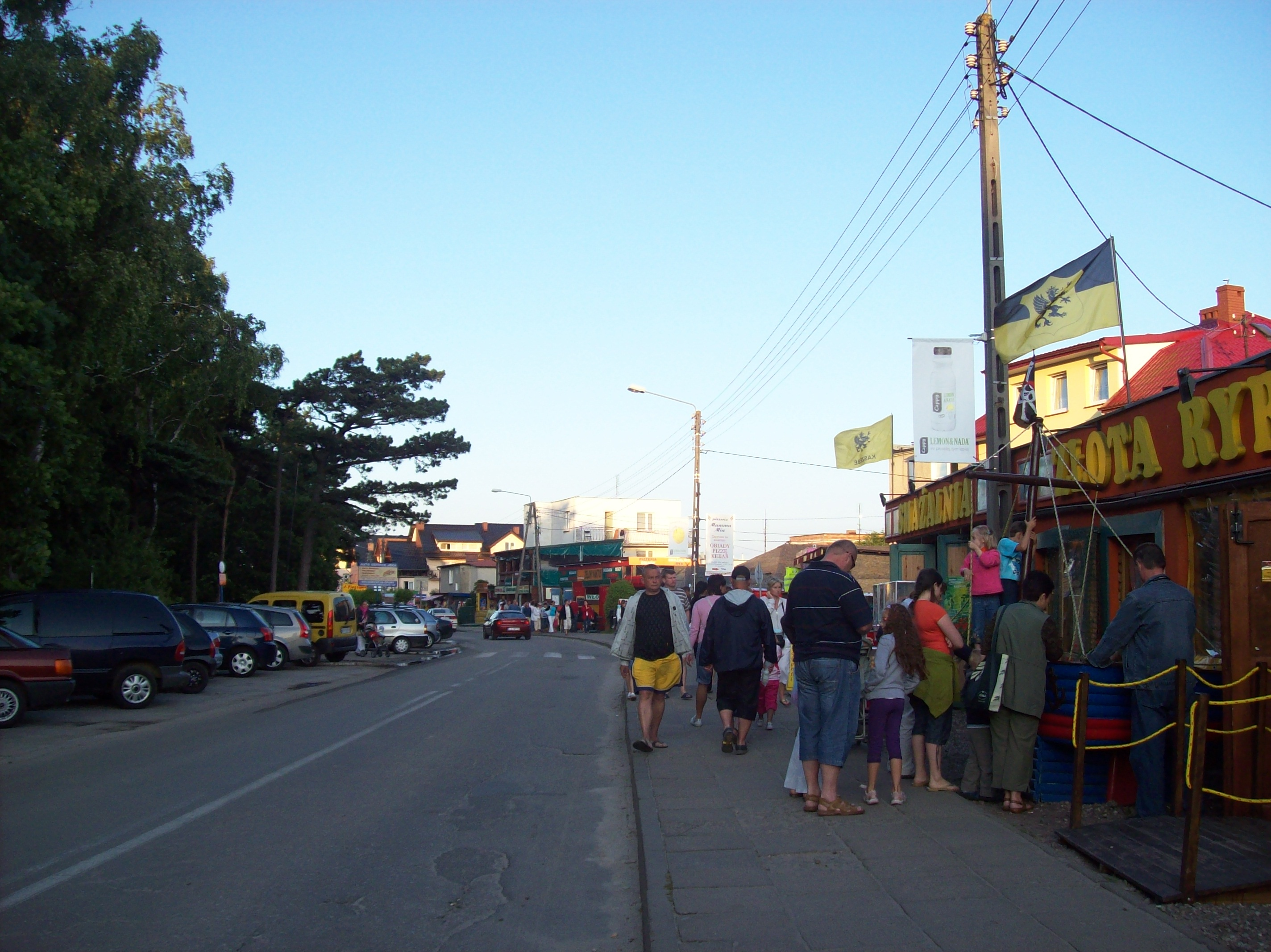
Pohled podél silnice DW 215 východním směrem, souběžně s pobřežím Baltského moře
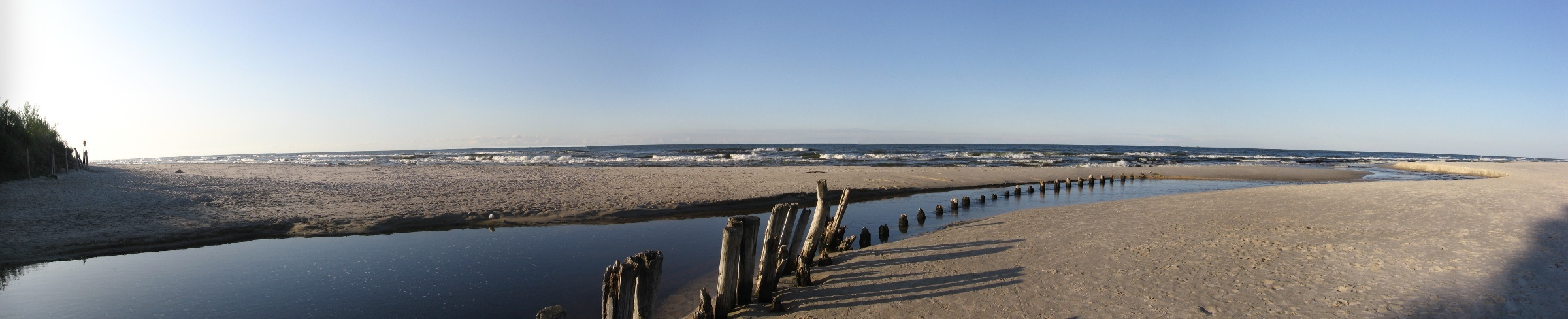
Ústí kanálu Karwinka do Baltského moře